# Nenad Čanak
Nenad Čanak (* 2. listopadu 1959 Pančevo) je srbský politik, člen Národního shromáždění Srbska a prezident Ligy sociálních demokratů Vojvodiny od jejího založení v roce 1990.

## Životopis
Čanakův otec byl univerzitním profesorem (biolog), dále byl starostou Nového Sadu a členem předsednictví SAP Vojvodina. Jeho matka Bosiljka byla profesorkou na univerzitě v Novém Sadu.
Vystudoval gymnázium „Jovan Jovanović Zmaj“ a střední hudební školu v Novém Sadu a ekonomickou fakultu v Subotici.
Začínal jako profesionální flétnista, přivydělával si hraním v kavárnách. Později v 80. letech začal pracovat v Naftagas Transport v oblasti zahraničního obchodu. V roce 1989 absolvoval krátký kurz mikropočítačových sítí a globálního marketingu v Kranji.

### Politická kariéra

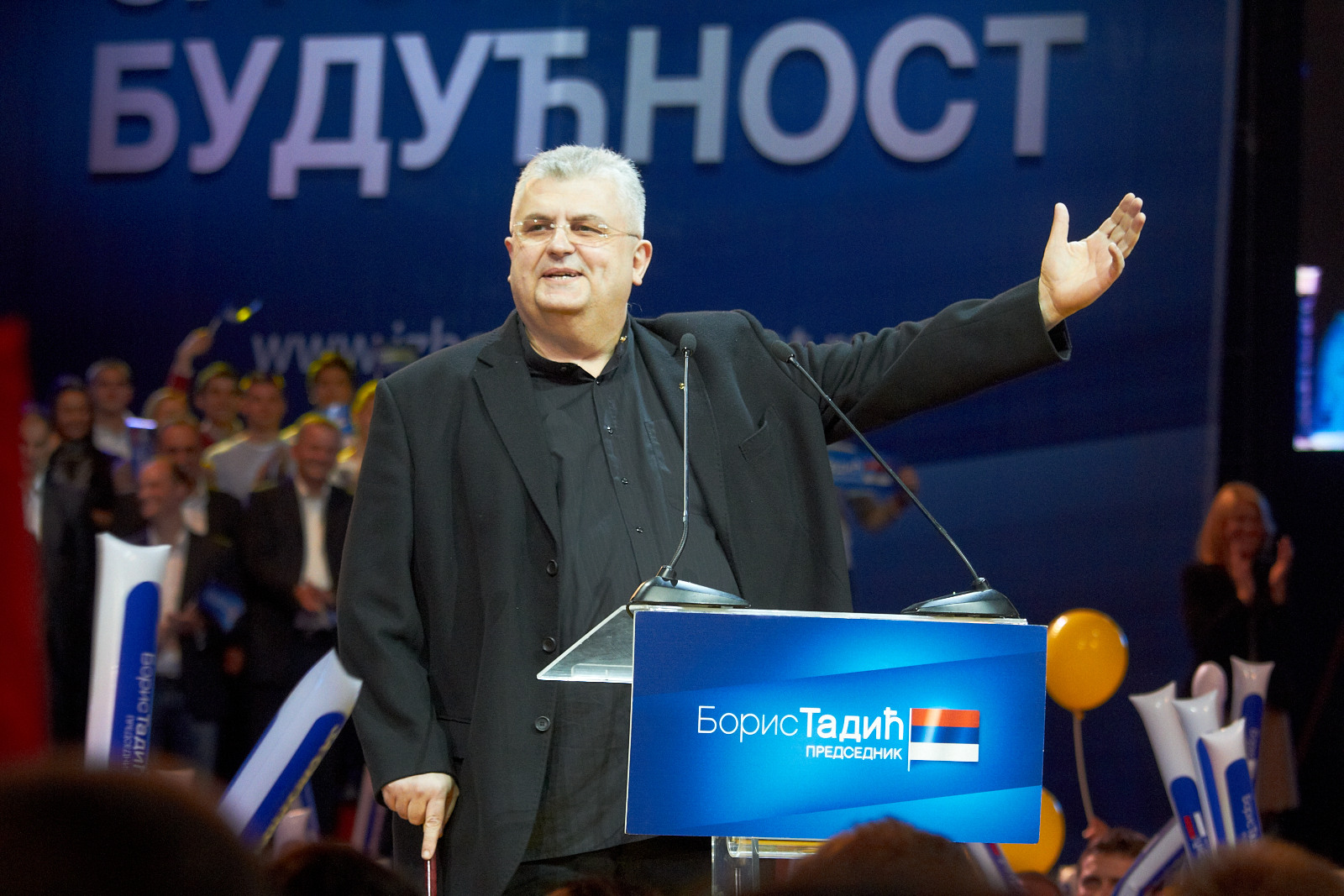
Projev Nenada Čanka

Čanak roku 1990 založil Ligu sociálních demokratů Vojvodiny. Během války v Chorvatsku byl Čanak mobilizován do JNA a účastnil se bitvy o Vukovar.
V parlamentních volbách v roce 1997 byl zvolen do Národního shromáždění Srbska jako kandidát Koalice Vojvodiny. 13. května 2000 měl těžkou dopravní nehodu, kdy spadl ze své motorky a utrpěl zranění kyčle a zlomeninu stehenní kosti.
Během roku 1999 byl zastáncem a propagátorem programu Republika Vojvodina.
Mezi lety 2000 a 2004 byl předsedou Shromáždění Autonomní oblasti Vojvodina. Předtím byl členem Rady republik Shromáždění Svazové republiky Jugoslávie a Státního společenství Srbska a Černé Hory. Čanak byl nespokojený se skutečností, že Řídící výbor Srbského rozhlasu a televize nominoval kandidáta, kterého nenavrhly vojvodinské strany, vloupal se tedy do regionální pobočky RTS v Novém Sadu a rozbil štít se symboly organizace.
V roce 2005 založil hnutí „5. října“ s Vesnou Pešić, Vladanem Batićem a Dejanem Bulatovićem, a úzce spolupracoval s Čedomirem Jovanovićem, s nímž sdílel názor, že Kosovo a Metochie jsou prakticky nezávislé oblasti Srbska a brzy dosáhnou nezávislosti. S těmito politiky vedl kampaň proti přijetí nové ústavy Srbska v říjnu 2006.
Do parlamentních voleb v roce 2007 šla Liga sociálních demokratů Vojvodiny v koalici s Liberálně demokratickou stranou a získala 4 křesla a Čanak byl zvolen poslancem.
Čanak a Jovanović se účastnili antifašistického pochodu 7. října 2007 v Novém Sadu, což byla reakce na zakázané shromáždění neonacistické organizace Národní stroj.
Ve svých prohlášeních často hovoří o nezbytné denacifikaci Srbska a také o tom, že Srbsko je klerikalizováno a fašizováno.

## Kontroverze
Čanakovi je vyčítána spolupráce s Nenadem Opačićem při organizaci několikaměsíčních protirežimních demonstrací v Novém Sadu v roce 1999 . Opašić byl považován za hlavního organizátora prodeje drog v Novém Sadu, spojeného se Zemunským klanem. Čanak obvinění popřel a prohlásil, že Opacic znal pouze jako organizátor bezpečnosti opozičních shromáždění v roce 1999.
4. prosince 2002 se zúčastnil kontroverzního koncertu „Srijem Hrvatskoj“ v sále Vatroslav Lisinski v Záhřebu. Mato Jurić, předseda „ Asociace Chorvatů vyhnaných ze Sremu, Bačky a Banátu “, požádal přítomné, aby pozdravili Nenada Čanaka, protože: „V těch těžkých časech pronásledování Chorvatů byli chorvatští obyvatelé ve Vojvodině chráněni. “  Název této akce vyvolal reakci u určitých skupin lidí a Srbská radikální strana využila tuto událost v prezidentské volební kampani v roce 2008.
Zúčastnil se reality show Big Brother 2009, která byla vysílána na televizi Pink.
Jeho bývalá manželka Marija Vasić ho obvinila z únosu jejího syna prostřednictvím vazeb na státní orgány.